# Erhan Uyaroğlu
Erhan Uyaroğlu (* 6. Oktober 1982 in Ödemiş) ist ein türkischer Fußballspieler.

## Spielerkarriere

### Verein
Uyaroğlu begann mit dem Vereinsfußball in der Nachwuchsabteilung von Ödemiş Belediyespor, dem Verein seiner Heimatstadt, und wechselte 1999 von hier in die Nachwuchsabteilung von Fenerbahçe Istanbul. Zur Saison 2000/01 wurde er vom Cheftrainer der Profimannschaft, von Mustafa Denizli, in die Trainingsmannschaft der Profis aufgenommen. In der Erstligabegegnung vom 1. April 2001 gegen Adanaspor wurde Uyaroğlu von Denizli eingewechselt und gab damit sein Profidebüt. Im weiteren Saisonverlauf wurde Uyaroğlu nicht weiter eingesetzt, befand sich aber im Mannschaftskader. Mit seinem Verein beendete er die Saison als Türkischer Meister. Im Sommer 2001 wurde er mit einem Profivertrag ausgestattet, spielte aber weiterhin fast ausschließlich für die Reservemannschaft. In den letzten Spieltagen der Saison 2002/03 wurde er vom Cheftrainer Oğuz Çetin in zwei Ligaspielen eingesetzt.
Zur Saison 2003/04 verließ Uyaroğlu Fenerbahçe und verbrachte diese Spielzeit vereinslos. Anschließend heuerte er im Sommer 2004 beim Viertligisten Altınordu Izmir an und zog einer Spielzeit später zum Drittligisten Yeni Turgutluspor weiter. Nachdem er die Spielzeiten 2006/07 und 2007/08 beim Istanbuler Drittligisten Sarıyer SK verbracht hatte, setzte Uyaroğlu ab der Saison 2008/09 seine Karriere als Amateurspieler fort.

### Nationalmannschaft
Uyaroğlu durchlief während seiner Zeit bei Fenerbahçe Istanbul die türkische U-16- und  die U-17-Nationalmannschaft.

## Erfolge
Mit Fenerbahçe Istanbul
- Türkischer Meister: 2000/01